# Thinophilus latimanus
Thinophilus latimanus är en tvåvingeart som beskrevs av Van Duzee 1926. Thinophilus latimanus ingår i släktet Thinophilus och familjen styltflugor.
Artens utbredningsområde är Colorado. Inga underarter finns listade i Catalogue of Life.